# 1921 în artă
← 1918 în artă — 1919 în artă — 1920 în artă ——  1921 în artă  —— 1922 în artă — 1923 în artă — 1924 în artă →
1921 în artă implică o serie de evenimente:

## Evenimente

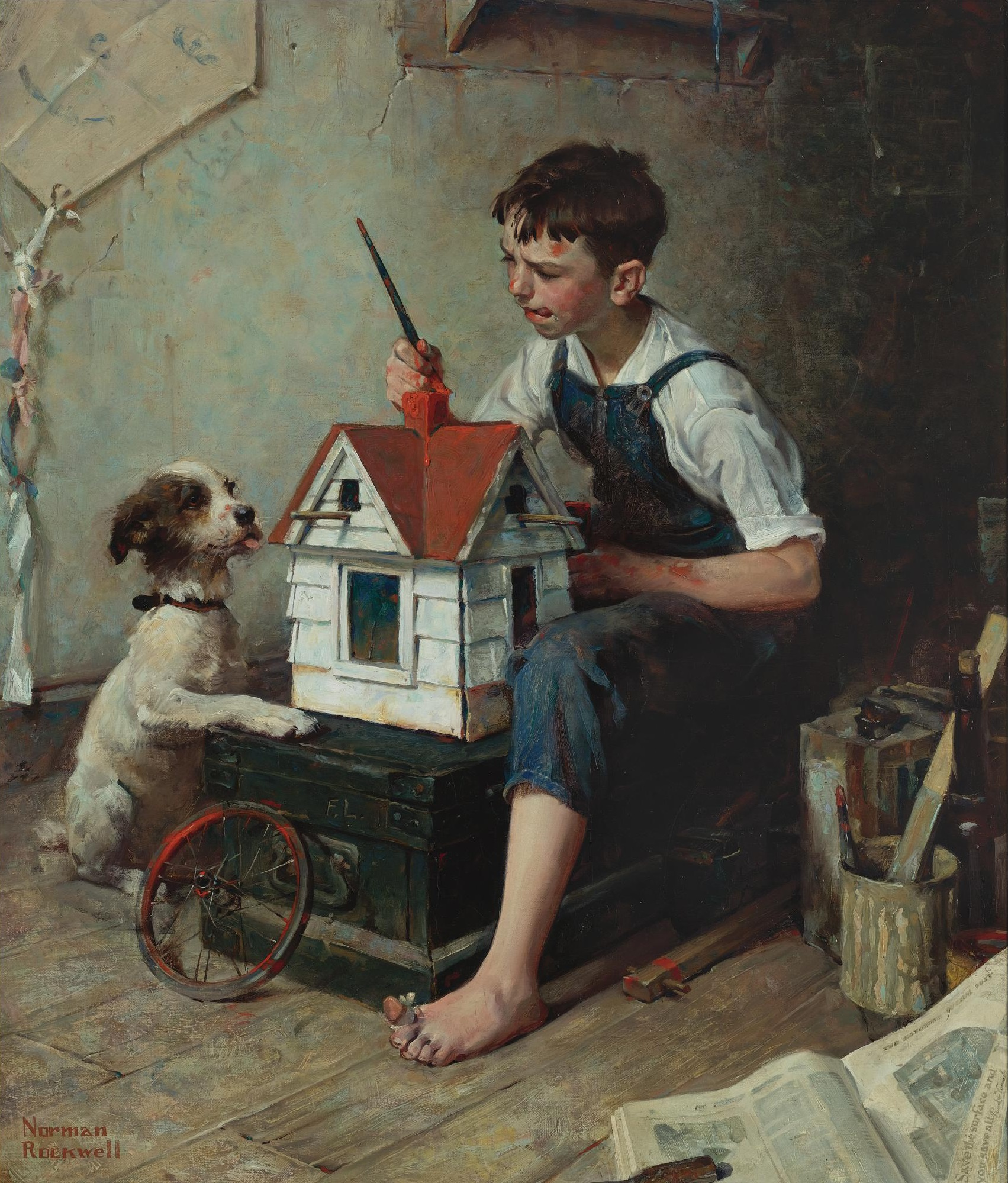
Norman Rockwell – Painting the little House - Pictarea căsuței (1921)

### Evenimente artistice oriunde
- Martie – Puhl & Wagner sunt contractactați pentru decorarea interiorului Sălii aurii (a Stockholms stadshus - Primăriei Stockholm cu mozaic în stil neo-bizantin desingat de Einar Forseth.
- Septembrie – Octombrie – Expoziția de artă abstractă cunoscută ca 5x5=25 este vernisată și expusă la Moscova.
- Scurt metrajul experimental, cu valoare de documentar Manhatta este realizat de pictorul Charles Sheeler și fotograful Paul Strand în New York City.
- Portretul lui Thomas Gainsborough, realizat în jur de 1770 cunoscut ca The Blue Boy (Băiatul albastru) din colecția Ducelui de Westminster este vândut de către dealer-ul Joseph Duveen magnatului californian Henry E. Huntington pentru exorbitanta sumă de atunci, de $ 728.800 (sau £ 182.200, echivalentul unei sume de peste 12,4 milioane de dolari americani de astăzi; ceea ce reprezintă (conform notei lui Duveen), un record absolut pentru orice pictură a acelui timp.[1]
- Paul Sérusier publică cunoscuta sa introducere în pictură, ABC de la peinture (La Douce France & Henri Floury, Paris 1921) — ABC - ul picturii.
- André Delatte deschide studioul său, realizat din sticlă, în Nancy, Franța.
- Simon Rodia (un autodidact italiano-american, 1879 - 1965) începe construirea ansamblului de sculpturi metalice Watts Towers, pe proprietatea sa din Los Angeles,  California,  Statele Unite ale Americii.

## Lucrări

### Lucrări oriunde

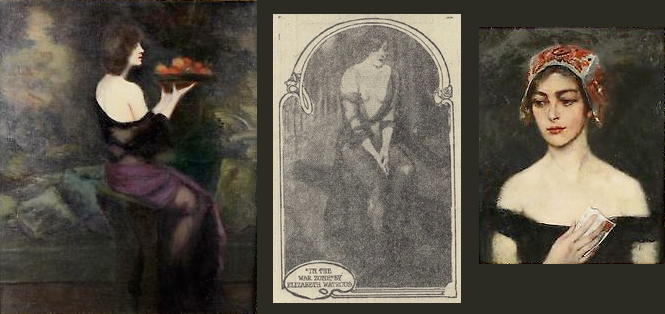
Trei picturi de Elizabeth Watrous (circa (1915 - 1921)

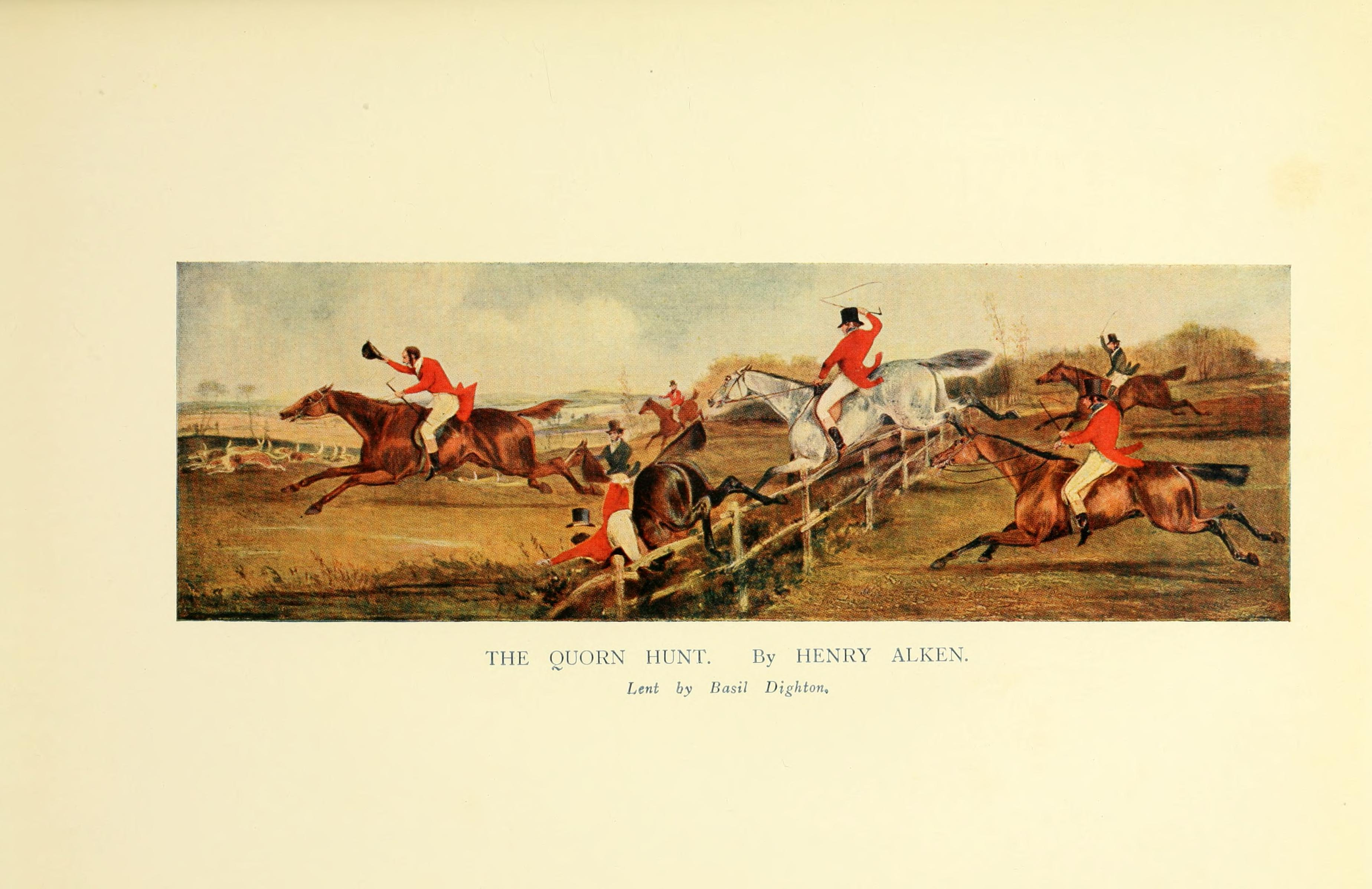
Extracts from the Diary of a Huntsman – Selecțiuni din jurnalul unui vânător de Thomas Smith - artist vizual englez - (circa (1920 - 1921)

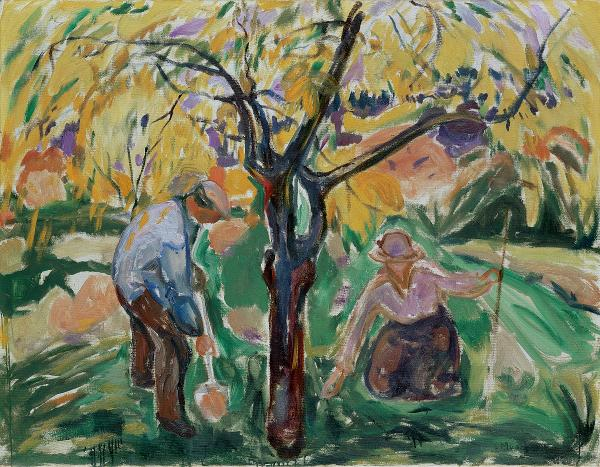
Edvard Munch — Mărul (1921)

- Carlo Carrà – The Engineer's Lover – Iubita inginerului
- Dora Carrington – Farm at Watendlath – Fermă la Watendlath
- Charles Demuth – Incense of a New Church – Tămâia unei biserici noi
- Guy Pène du Bois – An American Oriental – Un american oriental
- Marcel Duchamp – Why Not Sneeze, Rose Sélavy?  – De ce să nu strănuți, Rose Sélavy?
- Max Ernst – The Elephant Celebes – Elefantul Celebes
- Jean Louis Germos -  Matoax
- Lady Feodora Gleichen – 37th (British) Division memorial (Monchy-le-Preux, France) – Memorialul diviziei a 37-a britanice
- Daniel Chester French – Statuia marchizului de Lafayette –
- J. W. Godward – Megilla
- Duncan Grant – Bathers by the Pond – Scăldători lângă iaz
- Auguste Herbin – Le Cateau-Cambrésis –
- Edward Hopper – Girl at Sewing Machine – Fată la mașina de cusut
- Seán Keating – Men of the South – Oameni din Sud
- Ernst Ludwig Kirchner
  - Two Brothers – Doi frați
  - View of Basel and the Rhine – Vedere a Baselului și a Rhinului
- Boris Kustodiev – Portrait of Chaliapin – Portretul lui Șaliapin
- Fernand Léger
  - Man and Woman – Bărbat și femeie
  - Still Life with a Beer Mug – Natură moartă cu o halbă de bere
- Wyndham Lewis – Mr Wyndham Lewis as a Tyro -
- Sir Bertram Mackennal – Bronze equestrian statue of King Edward VII (Waterloo Place, London)
- Piet Mondrian
  - Composition with Red, Yellow and Blue – Compoziție în roșu, galben și albastru
  - Tableau I –
- Paul Moreau-Vauthier – Western Front demarcation stones – Pietrele de demarcare a liniei Frontului de Vest
- Edvard Munch – Model by the Wicker Chair[2]
- Alfred Munnings – The Red Prince Mare –
- Francis Picabia
  - The Cacodylic Eye – Ochiul Cacodylic
  - Cannibale – Canibal
- Pablo Picasso
  - Reading the Letter – Citirea scrisorii
  - Three Musicians – Trei muzicieni (două versiuni)
- Man Ray (with Erik Satie) – The Gift (readymade sculpture)
- Stanley Spencer
  - Christ's Entry into Jerusalem – Intrarea lui Hristos în Jerusalim
  - Crucifixion – Crucificare
- Félix Vallotton – Femme nue dormant au bord de l'eau – Femeie nud dormind goală la malul apei
- Han van Meegeren – Hertje ("The fawn") – Hertje („Cerbul”)

## Premii

### Premii oriunde
- Premiul Archibald — W. B. McInnes – Desbrowe Annear

## Publicații
- Daniel-Henry Kahnweiler – Der Weg zum Kubismus (Ascensiunea cubismului).

## Nașteri

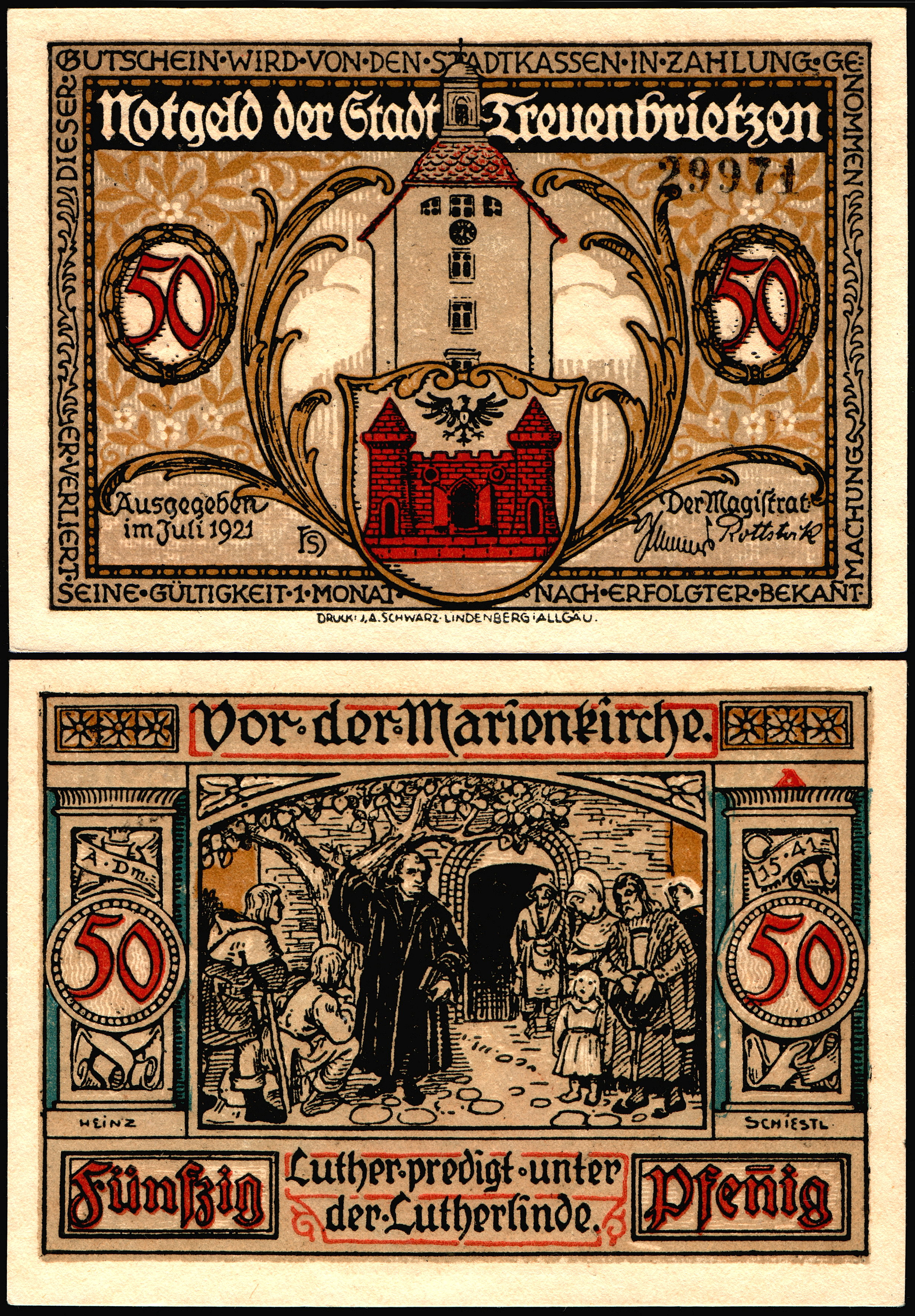
Bancnota de 50 de fenigi - (1921), Heinz Schiestl (1867 - 1940), artist vizual, gravor austriaco-german

## Galerie (lucrări din 1921)
- Lucrări reprezentative